# Municipio de Bull Moose (Dakota del Norte)
El municipio de Bull Moose (en inglés: Bull Moose Township) es un municipio ubicado en el condado de Wells en el estado estadounidense de Dakota del Norte. En el año 2010 tenía una población de 34 habitantes y una densidad poblacional de 0,37 personas por km².

## Geografía
El municipio de Bull Moose se encuentra ubicado en las coordenadas 47°27′46″N 99°57′47″O / 47.46278, -99.96306. Según la Oficina del Censo de los Estados Unidos, el municipio tiene una superficie total de 92.33 km², de la cual 86,79 km² corresponden a tierra firme y (6 %) 5.54 km² es agua.

## Demografía
Según el censo de 2010, había 34 personas residiendo en el municipio de Bull Moose. La densidad de población era de 0,37 hab./km². De los 34 habitantes, el municipio de Bull Moose estaba compuesto por el 100 % blancos. Del total de la población el 0 % eran hispanos o latinos de cualquier raza.